# Louis-Charles-Antoine Desaix
Louis Charles Antoine Desaix (Ayat-sur-Sioule, França, 17 d'agost del 1768 - batalla de Marengo, 14 de juny del 1800) fou un general francès que destacà en les Guerres de la Revolució Francesa i en la campanya d'Egipte.